# Azuré de la jarosse
Polyommatus amandus
Espèce
L’Azuré de la jarosse (Polyommatus amandus) est une espèce de lépidoptères (papillons) de la famille des Lycaenidae, de la sous-famille des Polyommatinae et du genre Polyommatus.

## Dénominations
Polyommatus amandus Johann Gottlob Schneider en 1792.
Synonymes : Papilio amandus (Schneider, 1792), Papilio icarius (Esper, 1793),.

### Noms vernaculaires
L'Azuré de la jarosse ou Argus ligné se nomme en anglais Amanda's Blue et en espagnol Niña Estriada.

### Sous-espèces
- Polyommatus amandus amandus en Europe, au Caucase et en Sibérie.
- Polyommatus amandus abdelaziz (Blachier, 1908) au Maroc.
- Polyommatus amandus amata (Grum-Grshimailo, 1890)
- Polyommatus amandus amurensis (Staudinger, 1892)
- Polyommatus amandus brenda Hemming, 1932 dans les monts du Liban.
- Polyommatus amandus brunhilda Hemming, 1932
- Polyommatus amandus isias en Scandinavie[3]
- Polyommatus amandus turensis (Heyne, 1895) en Asie, dans l'ouest du Pamir[1].

## Description
C'est un petit papillon qui présente un dimorphisme sexuel, le dessus du mâle est bleu avec une bordure foncée plus ou moins large et une frange blanche, celui de la femelle est marron avec la même frange blanche et une ligne submarginale de points orange réduite aux postérieures dans la forme Polyommatus amandus amandus. Les femelles de la forme Polyommatus amandus isias sont suffusées de bleu.
Le revers est ocre clair orné de points noirs cerclés de blanc et d'une ligne submarginale de points noirs cerclés de blanc surmonté d'orange.

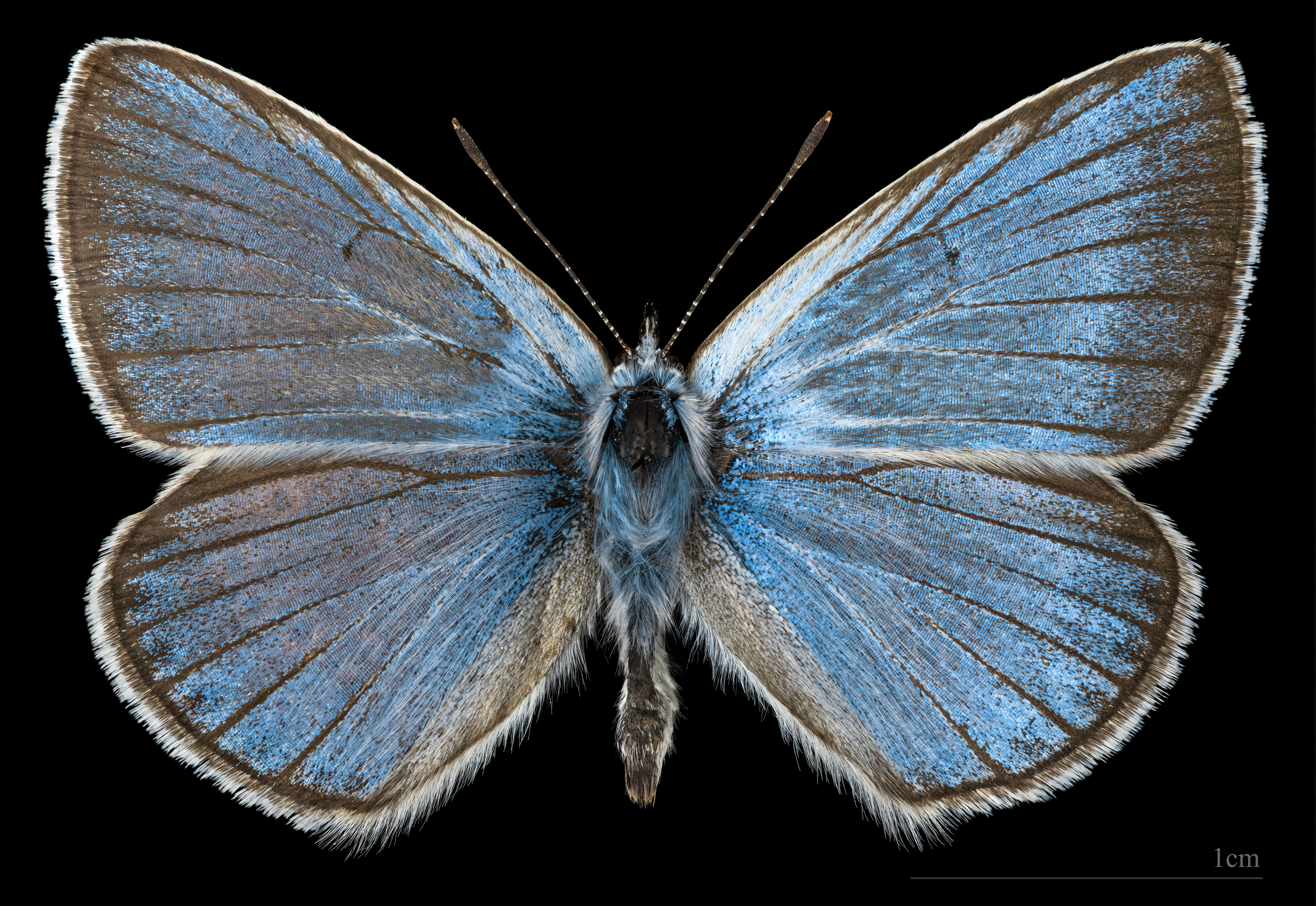
Polyommatus amandus ♂    MHNT
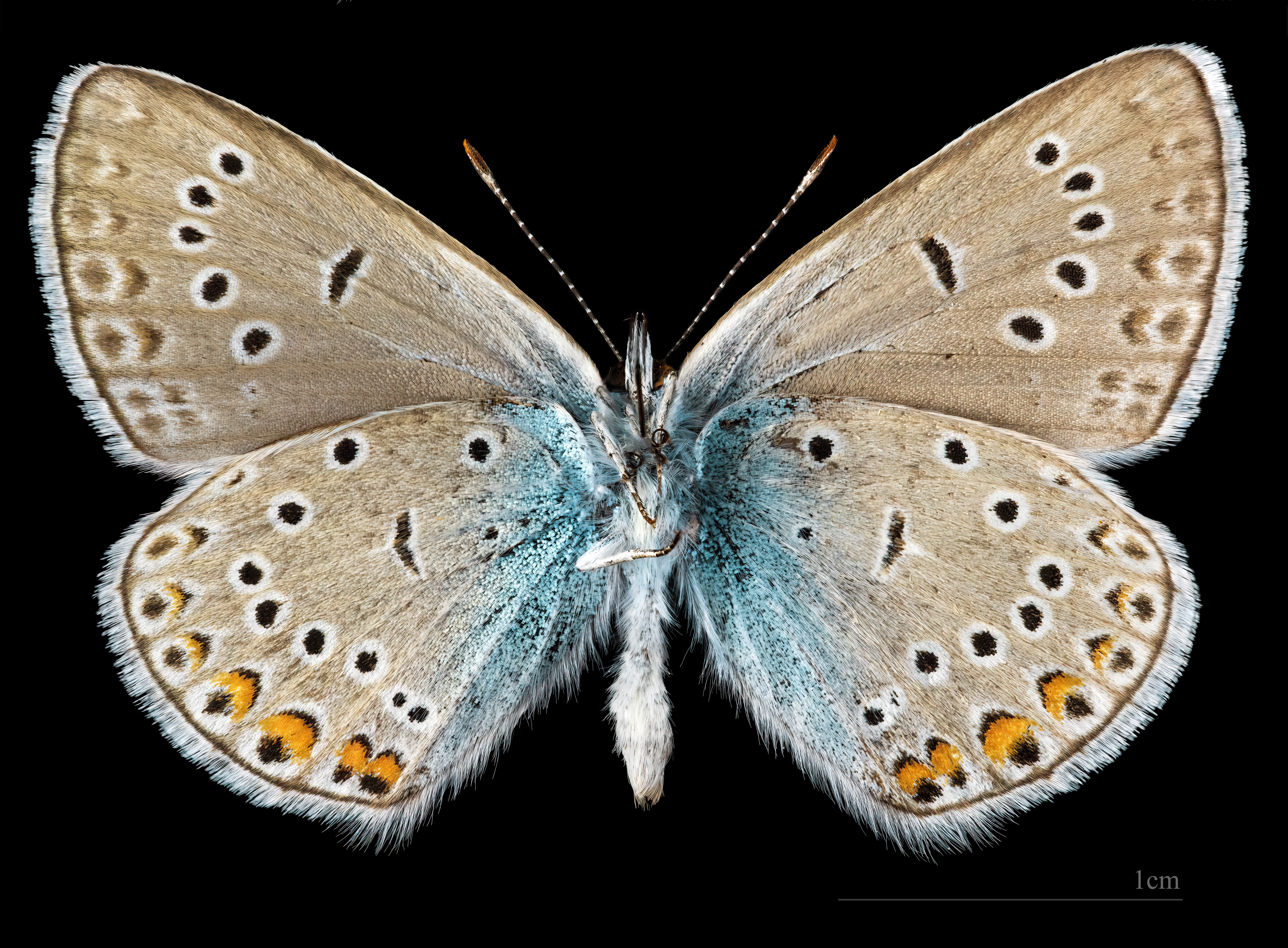
Polyommatus amandus ♂ △

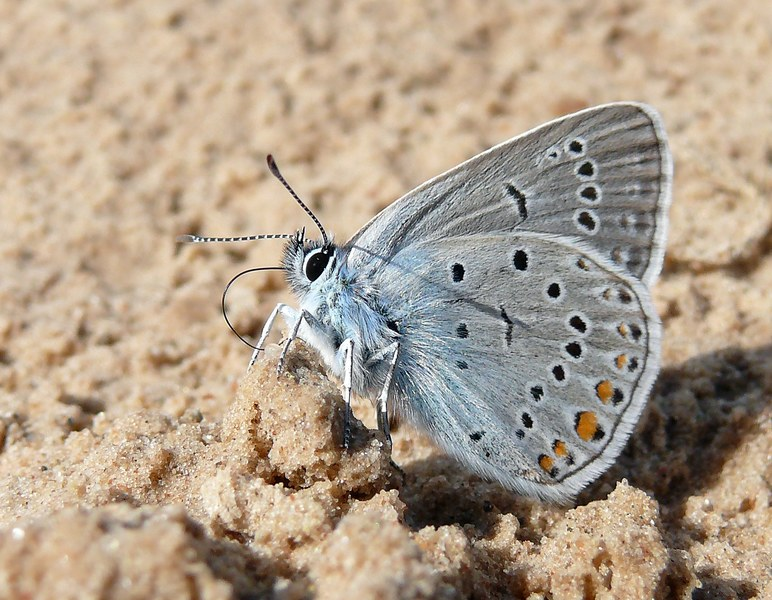
Revers de Polyommatus amandus.

## Biologie

### Période de vol et hivernation
Il vole en une génération, de mai à juillet suivant son lieu de résidence.

### Plantes hôtes
Ses plantes hôte sont les Vicia atlantica, Vicia cassubica, Vicia cracca, Vicia incarna, Vicia sibthorpii, Vicia onobrychioides, Vicia stenfolia, Vicia tetrospermaa, Vicia villosa.

## Écologie et distribution
Il est présent en Afrique du Nord, dans toute l'Europe, en Turquie, au Moyen-Orient et dans toute l'Asie tempérée,.
En France métropolitaine il est présent dans 20 départements des Pyrénées, de la bordure méditerranéenne et des Alpes et tout particulièrement dans les Hautes-Alpes et dans la Drôme,.

### Biotope
Son habitat est constitué de lieux herbus fleuris, de prairies alpines.

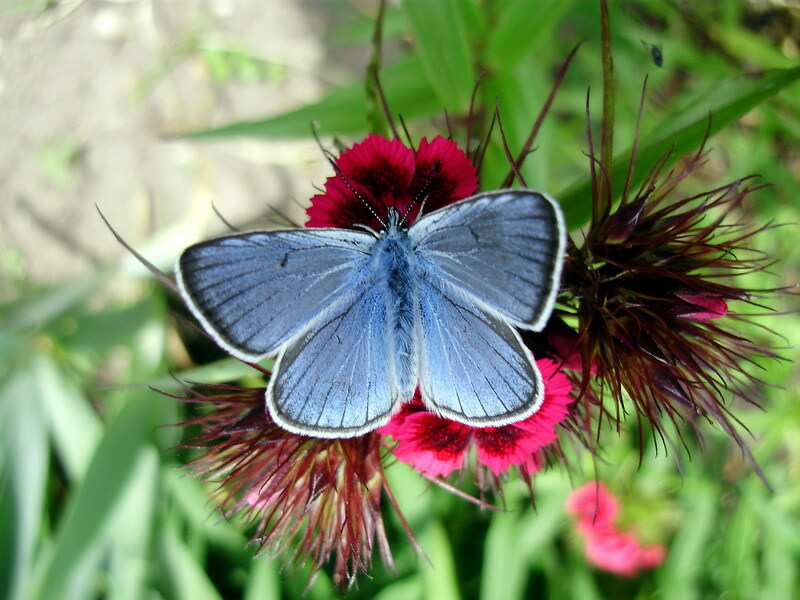
Polyommatus amandus.

### Protection
Pas de statut de protection particulier.